# Christian Grünwald
Christian Grünwald (* 24. Mai 1964 in Wangen im Allgäu) ist ein deutscher Koch.

## Werdegang
Nach Wanderjahren in Luxemburg und in der Schweiz eröffnete Grünwald 1989 das Restaurant August in Augsburg.
2007 erhielt sein Restaurant den ersten Michelin-Stern. 2009 kam der zweite Michelin-Stern hinzu. Im April 2016 zog Grünwalds Restaurant August in das obere Geschoss der Villa Haag um.
Grünwald verzichtete als seltene Ausnahme im Zwei-Sterne-Bereich viele Jahre auf eine eigene Webpräsenz.

## Auszeichnungen
- 2007: Erster Michelin-Stern[2]
- 2009: Zweiter Michelin-Stern[2]